# Grammy Award para Melhor Canção de Rock
O Grammy para Best Rock Song é um prêmio entregue durante o Grammy Awards, uma cerimônia criada em 1958 e originalmente chamada de "Prêmios Gramophone", aos artistas pelas músicas de qualidade contidas no gênero de rock. Os prêmios de cada categoria são entregados em uma cerimônia anual pela The Recording Academy, nos Estados Unidos, a fim de "reconhecer realização artística, experiência técnica e excelência global na indústria de gravação, sem levar em conta a quantidade de vendas de álbuns ou posição nas paradas musicais".
O prêmio, reservado para os compositores, foi concedido pela primeira vez em 1992, ao músico inglês Sting. De acordo com a descrição da categoria na 52ª edição, é um reconhecimento das novas músicas (considerando-se a letra e canção) ou músicas que "alcançam a fama pela primeira vez", durante o período de elegibilidade. Os temas que contém amostras (sons regravados com outro tipo de instrumento musical) evidentes ou são versões de outras já existentes não podem ser candidatas.
Bruce Springsteen detém o recorde de maior número de prêmios conquistados e nomeações, tendo recebido quatro prêmios de nove indicações. Outros vencedores de vários prêmios incluem Alanis Morissette, bem como as bandas Red Hot Chili Peppers e U2, com dois cada. Os artistas norte-americanos ganharam mais prêmios que os de qualquer outra nacionalidade, embora tenha sido premiados também músicos e grupos do Canadá, Irlanda e Reino Unido. Houve casos em que o artista ou banda recebeu indicações para dois trabalhos no mesmo ano: Aerosmith foi nomeado pela canção "Cryin'" e "Livin' on the Edge" em 1994, Melissa Etheridge, por "Come to My Window" e "I'm the Only One" em 1995, Jakob Dylan de The Wallflowers ganhou por "One Headlight" e foi elegido a partir da letras "The Difference" em 1998 e U2 foi nomeado pelos hits "Elevation" e "Walk On", em 2002. Etheridge e os grupos Aerosmith, Coldplay e Foo Fighters compartilharam o recorde de maior número de indicações sem vitória, com três cada.

## Ganhadores e nomeados

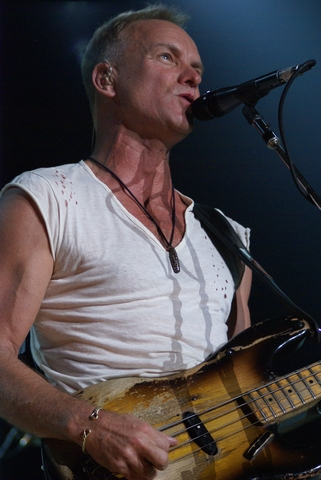
Sting foi o primeiro a receber o prêmio por sua música de 1992 "The Soul Cage".

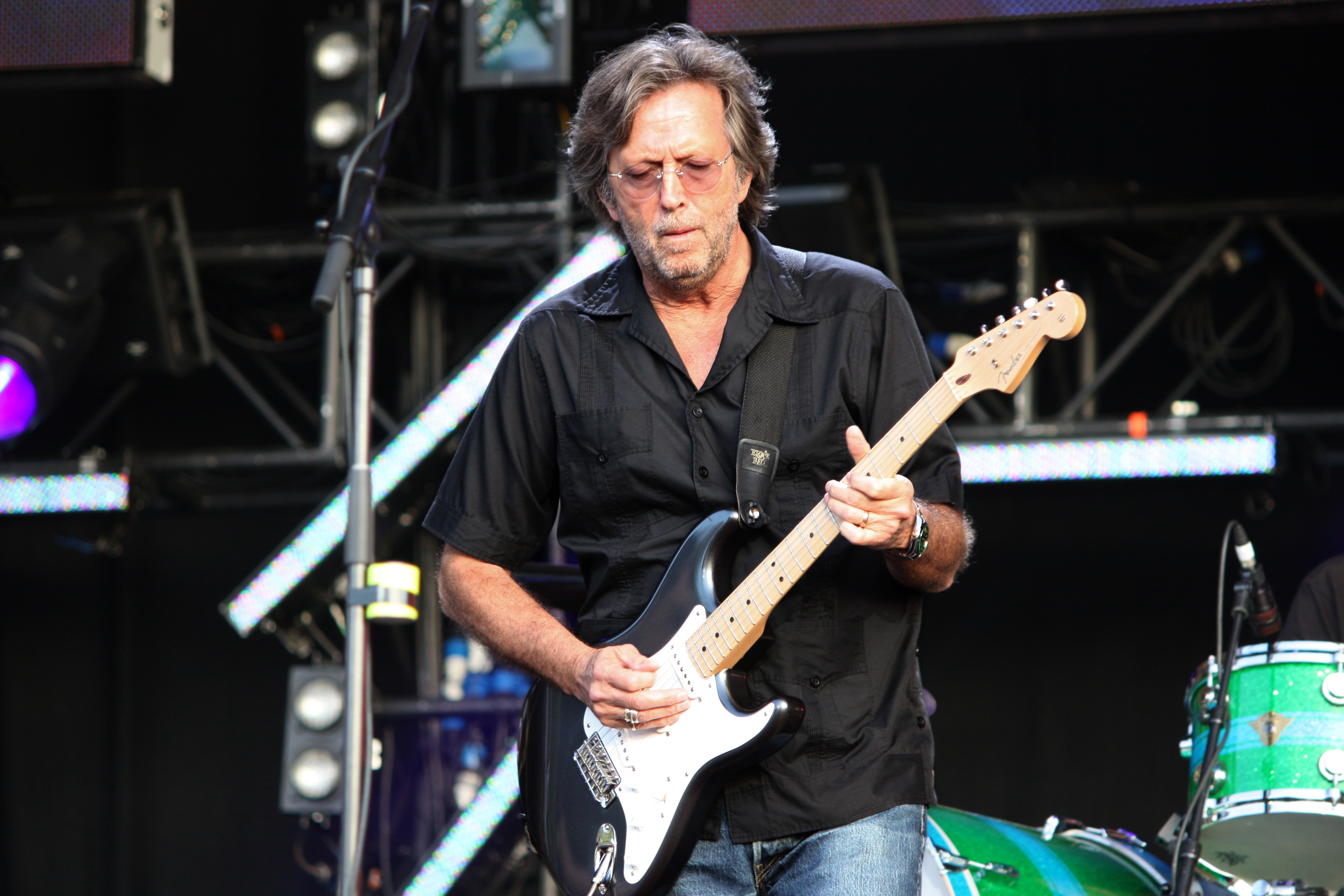
Eric Clapton, ganhador em 1993 pela canção "Layla", cantando em 2008.

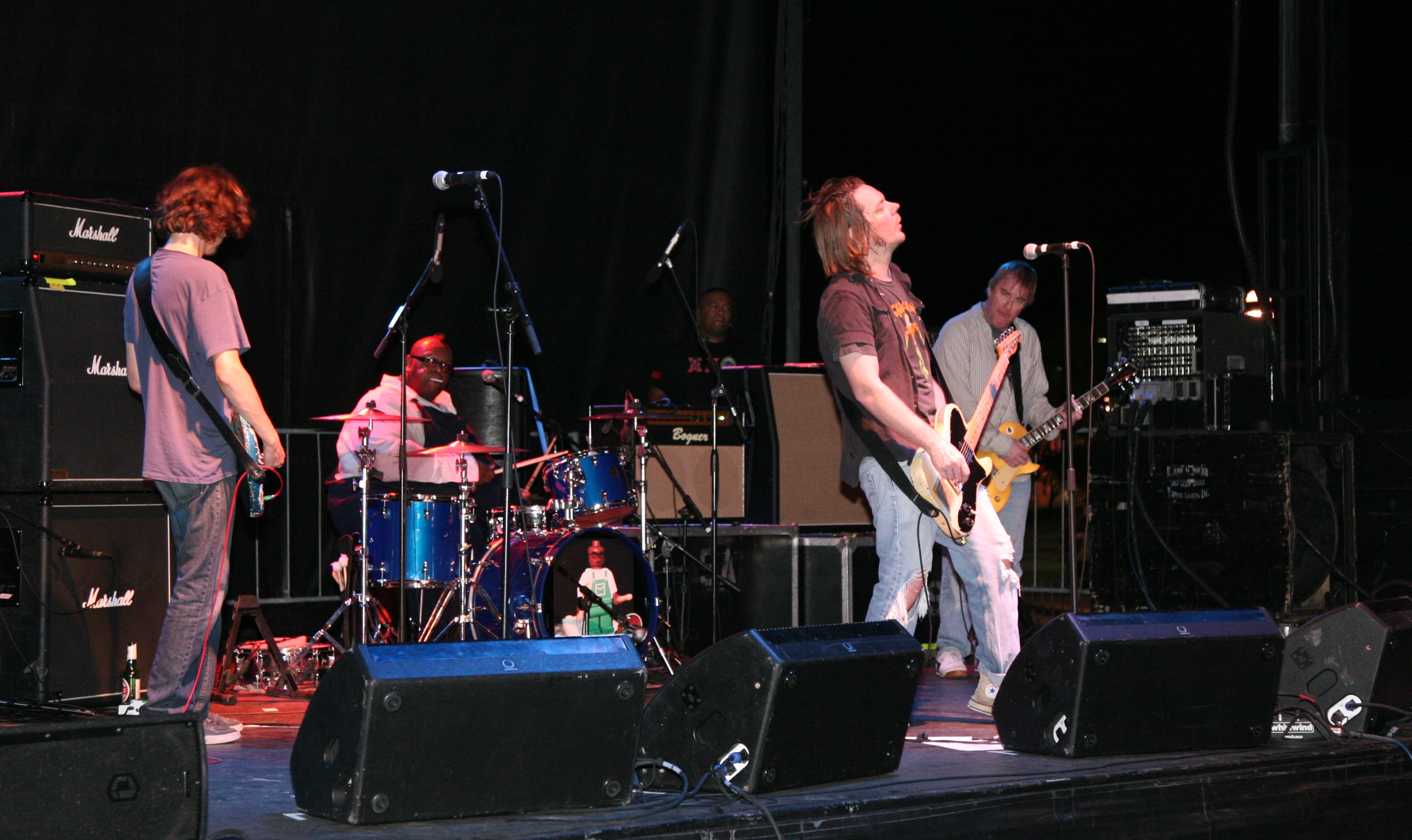
Membro da banda Soul Asylum que ganhou em 1994.

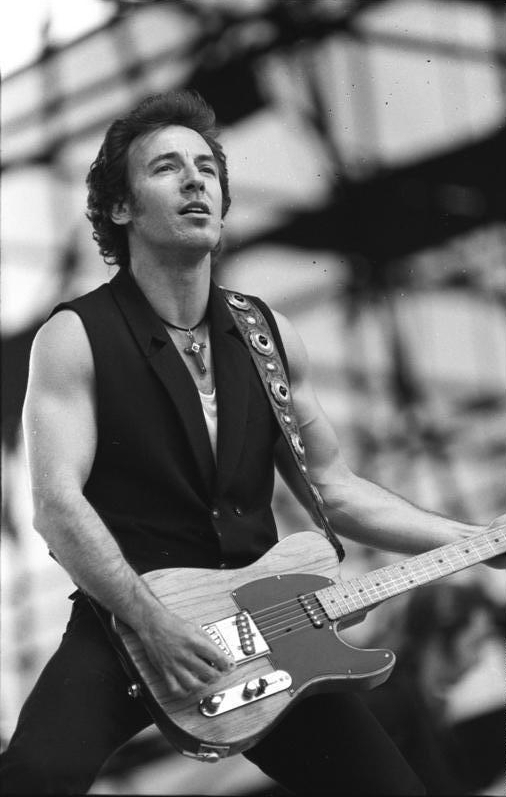
Bruce Springsteen, ganhador do prêmio por quatro vezes, em 1988

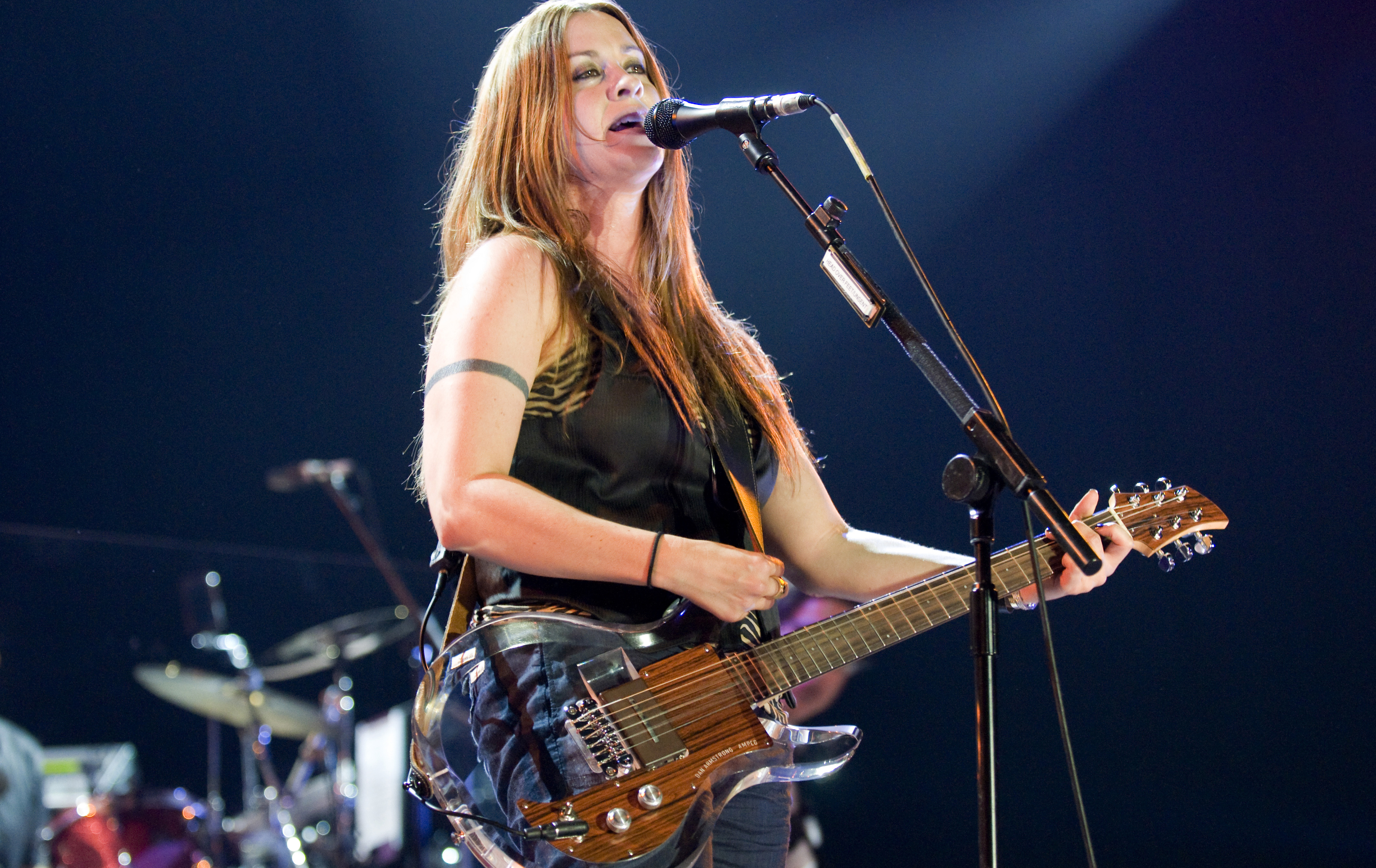
A ganhadora Alanis Morissette, tocando no ano de 2008, em Barcelona.

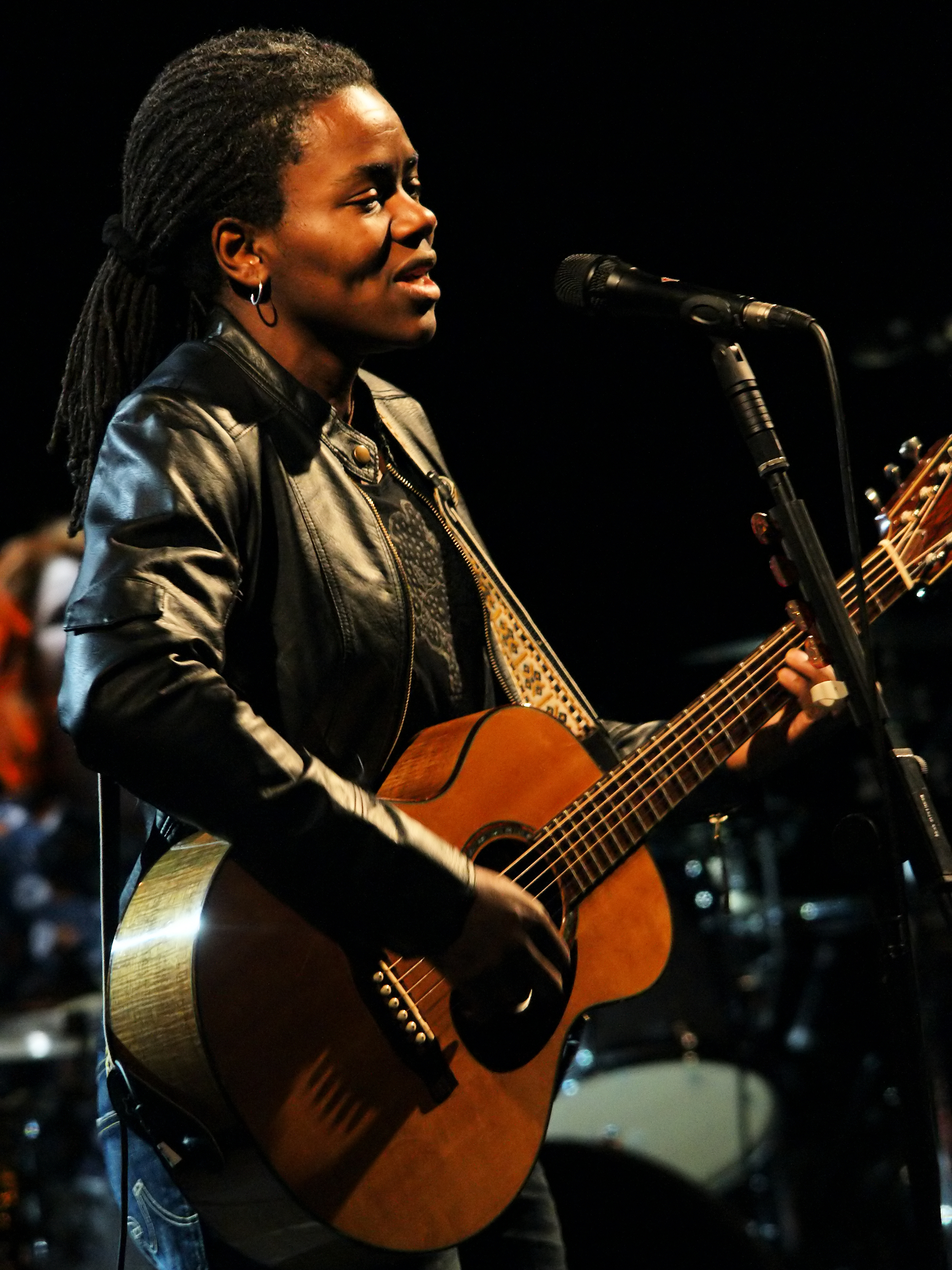
A ganhadora de 1997 Tracy Chapman, em Bruges, Bélgica.

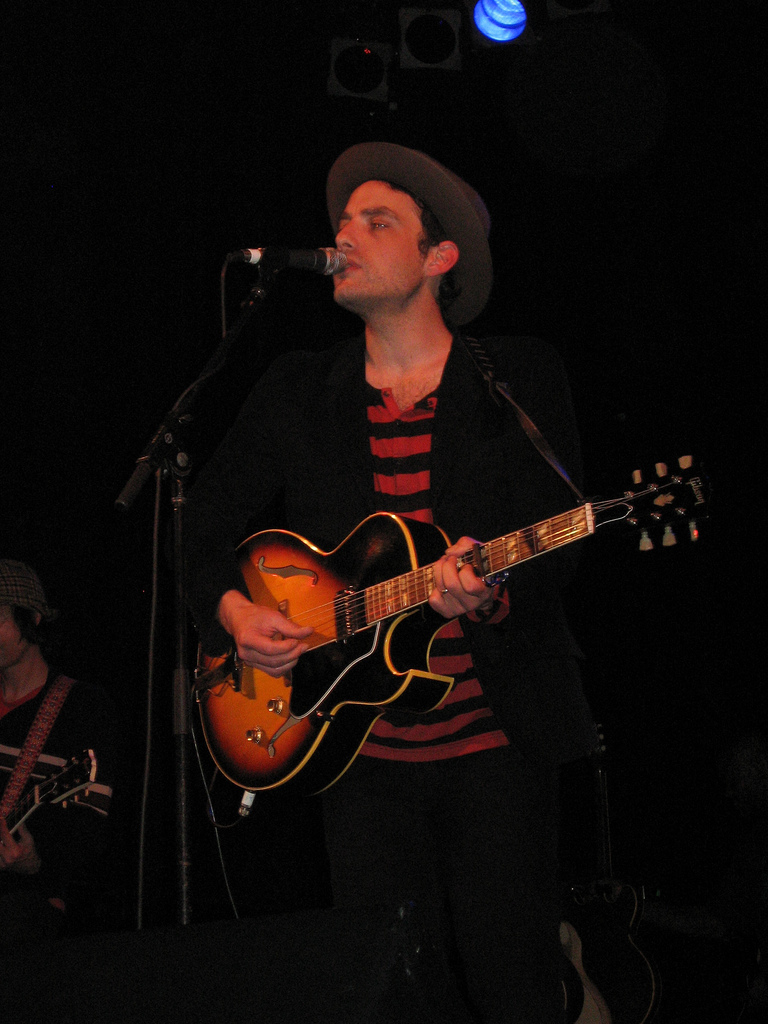
Jakob Dylan, membro da banda The Wallflowers e ganhador na categoria de 1998, tocando em 2007.

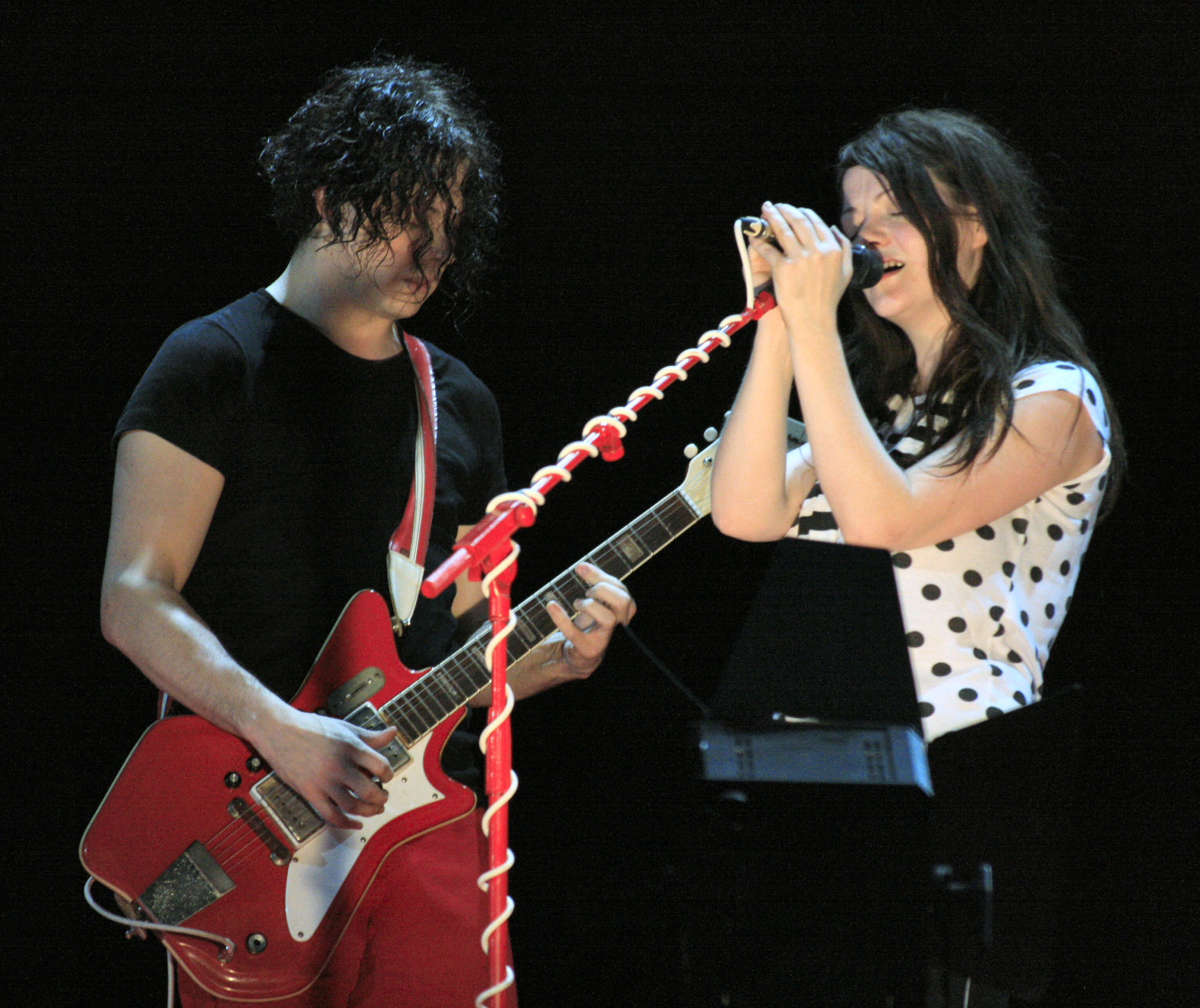
Jack White e Meg White do grupo The White Stripes, que ganhou por "Seven Nation Army".

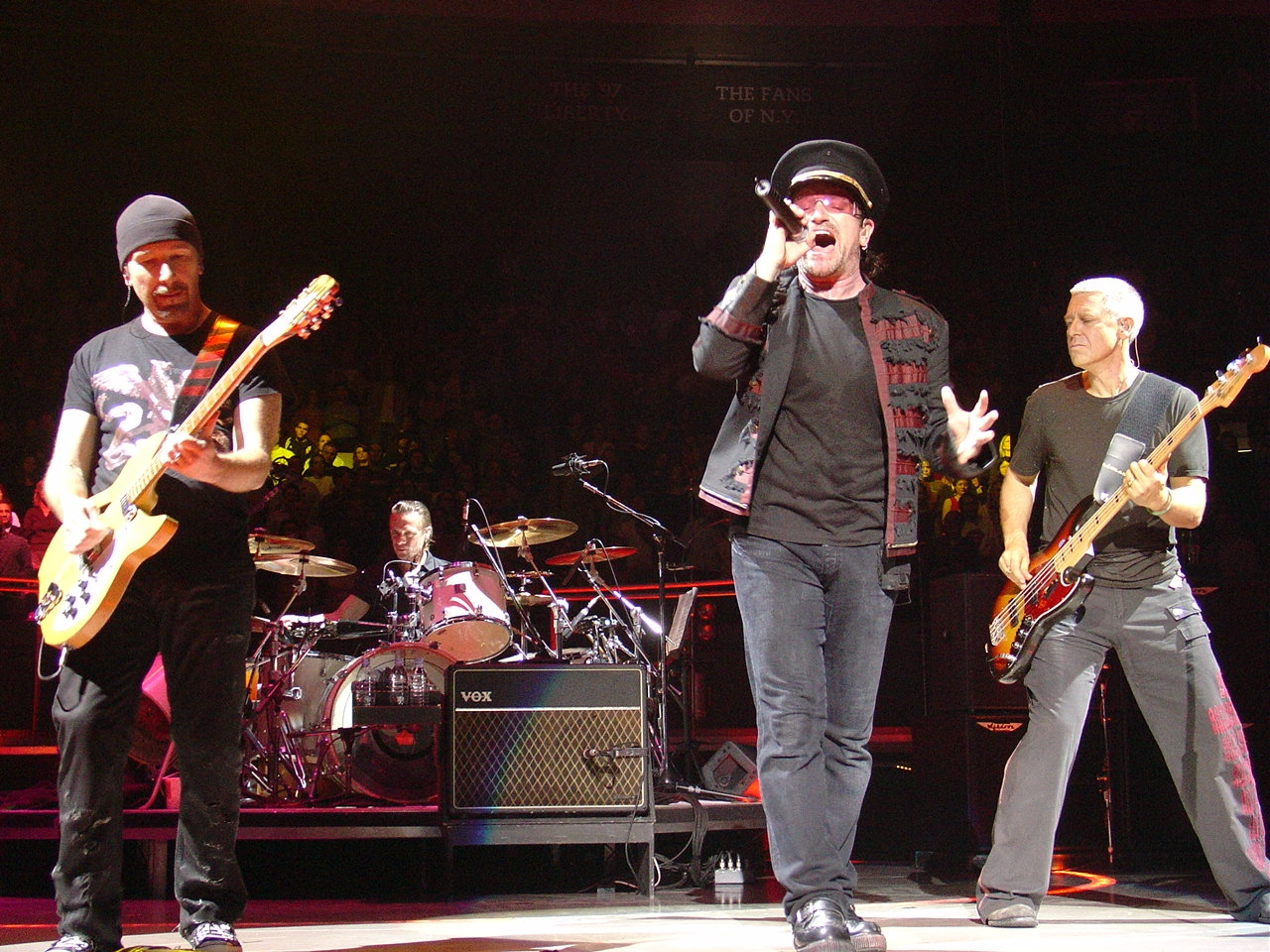
Membros da banda U2, duas vezes ganhadora, durante o Vertigo Tour.

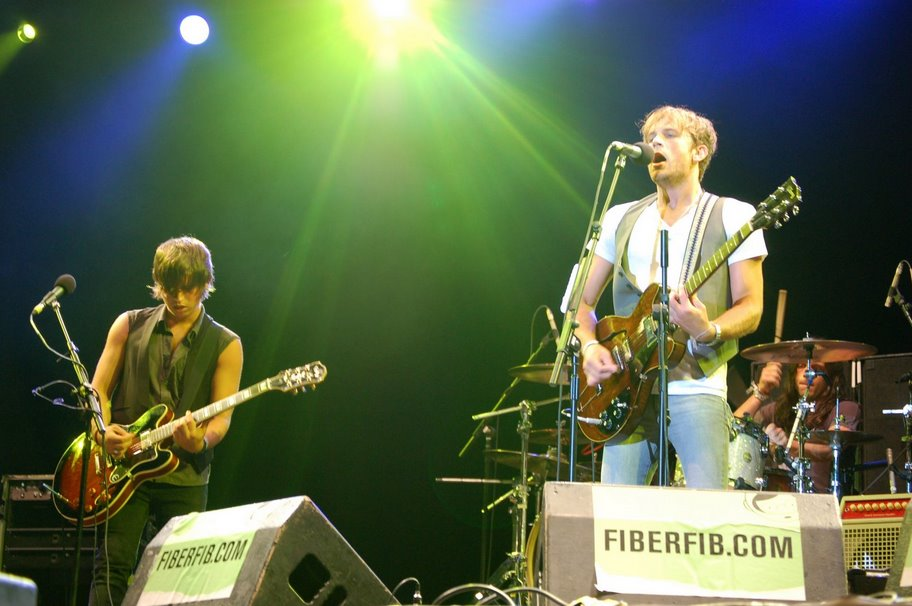
A banda Kings of Leon, os ganhadores de 2010, tocando em 2007.

| Ano  | Artista(s)                                                          | Nacionalidade  | Canção                          | Compositor                     | Nomeados | Ref.   |
| ---- | ------------------------------------------------------------------- | -------------- | ------------------------------- | ------------------------------ | --- | ------ |
| 1992 | Sting                                                               | Reino Unido    | "The Soul Cages"                | Sting                          | - Queensrÿche – "Silent Lucidity" (Chris DeGarmo) | [ 4 ]  |
| 1993 | Eric Clapton                                                        | Reino Unido    | "Layla"                         | Eric Clapton Jim Gordon        | - Bruce Springsteen – "Human Touch" (Springsteen) | [ 5 ]  |
| 1994 | Soul Asylum                                                         | Estados Unidos | "Runaway Train"                 | Dave Pirner                    | - Meat Loaf – "I'd Do Anything for Love (But I Won't Do That)" (Jim Steinman) | [ 6 ]  |
| 1995 | Bruce Springsteen                                                   | Estados Unidos | "Streets of Philadelphia"       | Bruce Springsteen              | - Soundgarden – "Black Hole Sun" (Chris Cornell) | [ 7 ]  |
| 1996 | Alanis Morissette                                                   | Canadá         | "You Oughta Know"               | Glen Ballard Alanis Morissette | - Neil Young – "Downtown" (Young) | [ 8 ]  |
| 1997 | Tracy Chapman                                                       | Estados Unidos | "Give Me One Reason"            | Tracy Chapman                  | - The Wallflowers – "6th Avenue Heartache" (Jakob Dylan) | [ 9 ]  |
| 1998 | The Wallflowers                                                     | Estados Unidos | "One Headlight"                 | Jakob Dylan                    | - The Wallflowers – "The Difference" (Jakob Dylan) | [ 10 ] |
| 1999 | Alanis Morissette                                                   | Canadá         | "Uninvited"                     | Alanis Morissette              | - The Verve – "Bitter Sweet Symphony" (Richard Ashcroft, Mick Jagger, Keith Richards) | [ 11 ] |
| 2000 | Red Hot Chili Peppers                                               | Estados Unidos | "Scar Tissue"                   | Red Hot Chili Peppers          | - Bruce Springsteen – "The Promise" (Springsteen) | [ 12 ] |
| 2001 | Creed                                                               | Estados Unidos | "With Arms Wide Open"           | Scott Stapp Mark Tremonti      | - Red Hot Chili Peppers – "Californication" (Flea, John Frusciante, Anthony Kiedis, Chad Smith) | [ 13 ] |
| 2002 | Train                                                               | Estados Unidos | "Drops of Jupiter (Tell Me)"    | Train                          | - Aerosmith – "Jaded" (Marti Frederiksen, Steven Tyler) - Coldplay – "Yellow" (Guy Berryman, Jonny Buckland, Will Champion, Chris Martin) - U2 – "Elevation (U2) - U2 – "Walk on" (U2) | [ 14 ] |
| 2003 | Bruce Springsteen                                                   | Estados Unidos | "The Rising"                    | Bruce Springsteen              | - Chad Kroeger junto a Josey Scott – "Hero" (Kroeger) | [ 15 ] |
| 2004 | The White Stripes                                                   | Estados Unidos | "Seven Nation Army"             | Jack White                     | - Evanescence – "Bring Me to Life" (David Hodges, Amy Lee, Ben Moody) - Nickelback – "Someday" (Chad Kroeger, Mike Kroeger, Ryan Peake, Ryan Vikedal) - Bruce Springsteen and Warren Zevon – "Disorder in the House" (Jorge Calderón, Zevon) - Train – "Calling All Angels" (Charlie Colin, Patrick Monahan, Jimmy Stafford, Scott Underwood) | [ 16 ] |
| 2005 | U2                                                                  | Irlanda        | "Vertigo"                       | U2                             | - Velvet Revolver – "Fall to Pieces" (Duff, Dave Kushner, Slash, Matt Sorum Scott Weiland) | [ 17 ] |
| 2006 | U2                                                                  | Irlanda        | "City of Blinding Lights"       | U2                             | - Weezer – "Beverly Hills" (Rivers Cuomo) | [ 18 ] |
| 2007 | Red Hot Chili Peppers                                               | Estados Unidos | "Dani California"               | Red Hot Chili Peppers          | - Neil Young – "Lookin' for a Leader" (Young) | [ 19 ] |
| 2008 | Bruce Springsteen                                                   | Estados Unidos | "Radio Nowhere"                 | Bruce Springsteen              | - Lucinda Williams – "Come On" (Williams) | [ 20 ] |
| 2009 | Bruce Springsteen                                                   | Estados Unidos | "Girls in Their Summer Clothes" | Bruce Springsteen              | - Radiohead – "House of Cards" (Radiohead) | [ 21 ] |
| 2010 | Kings of Leon                                                       | Estados Unidos | "Use Somebody"                  | Kings of Leon                  | - U2 – "I'll Go Crazy If I Don't Go Crazy Tonight" (Bono, Adam Clayton, The Edge, Larry Mullen, Jr.) | [ 22 ] |
| 2011 | Neil Young                                                          | Canadá         | "Angry World"                   | Neil Young                     | - Muse – "Resistance" (Matthew Bellamy) | [ 23 ] |
| 2012 | Foo Fighters                                                        | Estados Unidos | "Walk"                          | Foo Fighters                   | - Colin Greenwood, Jonny Greenwood, Ed O'Brien, Phil Selway, Thom Yorke – "Lotus Flower" (Radiohead) | [ 24 ] |
| 2013 | Dan Auerbach, Danger Mouse e Patrick Carney                         | Estados Unidos | "Lonely Boy"                    | The Black Keys                 | - Jack White – "Freedom at 21" (Jack White) | [ 25 ] |
| 2014 | Cut Me Some Slack                                                   | Estados Unidos | "Cut Me Some Slack"             | Cut Me Some Slack              | - Muse – "Panic Station" | [ 26 ] |
| 2015 | Paramore                                                            | Estados Unidos | "Ain't It Fun"                  | Hayley Williams Taylor York    | - Jack White – "Lazaretto" | [ 27 ] |
| 2016 | Alabama Shakes                                                      | Estados Unidos | "Don't Wanna Fight"             | Alabama Shakes                 | - Dave Bassett & Elle King – "Ex's & Oh's" (Elle King) - Iain Archer & James Bay – "Hold Back the River" (James Bay) - Richard Meyer, Ryan Meyer & Johnny Stevens – "Lydia" (Highly Suspect) - John Hill, Tom Hull & Florence Welch – "What Kind of Man" (Florence + the Machine)                                                             | [ 23 ] |
| 2017 | David Bowie                                                         | Reino Unido    | "★"                             | David Bowie                    | - Radiohead – "Burn the Witch" (Radiohead) - James Hetfield & Lars Ulrich – "Hardwired" (Metallica) - Tyler Joseph – "Heathens" (Twenty One Pilots) - Richard Meyer, Ryan Meyer & Johnny Stevens – "My Name Is Human" (Highly Suspect) | [ 23 ] |
| 2018 | Dave Grohl, Taylor Hawkins, Nate Mendel, Pat Smear & Chris Shiflett | Estados Unidos | "Run"                           | Foo Fighters                   | - James Hetfield & Lars Ulrich – "Atlas, Rise!" (Metallica) - Kristine Flaherty & Justin Daly – "Blood in the Cut" (K.Flay) - Nothing More – "Go to War" (Nothing More) - Avenged Sevenfold – "The Stage" (Avenged Sevenfold) | [ 28 ] |
| 2019 | Jack Antonoff, St. Vincent                                          | Estados Unidos | "Masseduction"                  | St. Vincent                    | - Jacob Thomas Kiszka, Joshua Michael Kiszka, Samuel Francis Kiszka & Daniel Robert Wagner - "Black Smoke Rising" (Greta Van Fleet) - Tyler Joseph - "Jumpsuit" (Twenty One Pilots) - Jordan Fish, Matthew Kean, Lee Malia, Matthew Nichols & Oliver Sykes - "Mantra" (Bring Me the Horizon) - Tom Dalgety, A Ghoul Writer - "Rats" (Ghost)   | [ 29 ] |

### Gerais
- «Past Winners Search» (em inglês). National Academy of Recording Arts and Sciences. Consultado em 2 de julho de 2013
- «Grammy Awards: Best Rock Song (Songwriter's Award)» (em inglês). Rock on the Net. Consultado em 2 de julho de 2013